# Ostatnie okrążenie
Ostatnie okrążenie – polski czarno-biały film biograficzny, przedstawiający życie lekkoatlety Janusza Kusocińskiego od września 1939 do rozstrzelania w Palmirach w czerwcu 1940 roku.

## Obsada
- Mariusz Benoit − Janusz Kusociński
- Irena Laskowska − matka Kusocińskiego
- Joanna Szczepkowska − Hania, siostra Kusocińskiego
- Alfred Freudenheim − gestapowiec
- Czesław Jaroszyński − dowódca organizacji "Wilki"
- Eugeniusz Kujawski − gestapowiec
- Sylwester Maciejewski − więzień na Pawiaku
- Borys Marynowski − oficer organizacji "Wilki"

i inni